# Messier 62
Messier 62 (M62 ili NGC 6266) je kuglasti skup u južnom dijelu zviježđa Zmijonosac. Kuglasti skup je otkrio Charles Messier 1771. godine. William Herschel ga je prvi razlučio u zvijezde i opisao ga kao minijaturni M3.

## Svojstva
M62 se nalazi na udaljenosti od 22.500 svjetlosnih godina. 
Promjer skupa mjeri oko 100 svjetlosnih godina, a prividni promjer je 15'. 
M62 nalazi se veoma blizu galaktičkog središta, oko 6100 svjetlosnih godina. 
Utjecaj gravitacijskih sila Mliječne staze je očit jer je jezgra skupa izmaknuta iz središta skupa. 
Jezgra skupa je veoma gusta i vjerojatno je u prošlosti proživjela urušavanje.
M62 u sebi ima 89 otkrivenih promjenjivih zvijezda. 

## Amaterska promatranja
Skup se nalazi veoma blizu horizonta iz naših krajeva. 
U kulminaciji diže se tek 15° nad horizontom i zato su promatranja otežana. 
Skup je moguće uočiti u dalekozoru 10x50 kao mrljicu malo istočnije i južnije od Antaresa. 
U 200 mm teleskopu moguće je vidjeti znatnu granulaciju, naznake zvijezda, na površini skupa. Na zapadnom dijelu skupa nalaze se tri zvjezdice. Sama jezgra skupa je umjereno sjajna i elipsasta. 

## Vanjske poveznice
- (engl.) SEDS: NGC 6266
- (engl.) Hartmut Frommert: Revidirani Novi opći katalog
- (engl.) Izvangalaktička baza podataka NASA-e i IPAC-a
- (engl.) Astronomska baza podataka SIMBAD
- (engl.) VizieR
- (engl.) Auke Slotegraaf: NGC 6266 Deep Sky Observer's Companion
- (engl.) Courtney Seligman: Objekti Novog općeg kataloga: NGC 6250 - 6299